# Condado de Tuscarawas

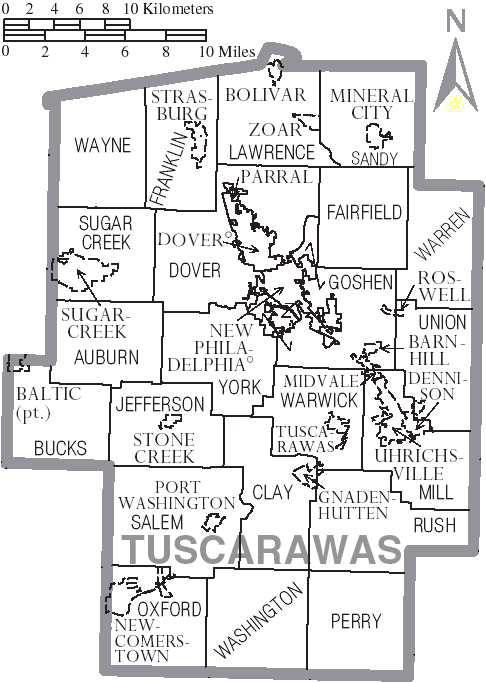
Mapa do condado.

O Condado de Tuscarawas é um dos 88 condados do Estado americano de Ohio. A sede do condado é New Philadelphia, e sua maior cidade é New Philadelphia. O condado possui uma área de 1 480 km² (dos quais 10 km² estão cobertos por água), uma população de 90 914 habitantes, e uma densidade populacional de 62 hab/km² (segundo o censo nacional de 2000). O condado foi fundado em 1808.